# Choceń (gmina)
Choceń est une gmina rurale du powiat de Włocławek, Couïavie-Poméranie, dans le centre-nord de la Pologne. Son siège est le village de Choceń, qui se situe environ 19 km au sud de Włocławek et 67 km au sud-est de Toruń.
La gmina couvre une superficie de 99,68 km2 pour une population de 7 894 habitants.

## Géographie
La gmina est bordée par les gminy de Borek Wielkopolski, Dobrzyca, Jaraczewo, Jarocin, Kobylin, Krotoszyn, Pogorzela et Rozdrażew.